# رؤیای پابرهنه
رؤیای پابرهنه (کره‌ای: 맨발의 꿈) فیلمی محصول سال ۲۰۱۰ کره جنوبی به کارگردانی کیم تائه کیون است. این فیلم به عنوان نماینده کره جنوبی برای هشتاد و سومین دوره جوایز اسکار انتخاب شد.